# Mircea Snegur
Mircea Snegur  (n. 17 ianuarie 1940, Trifănești, județul Soroca, România – d. 13 septembrie 2023, Chișinău, Republica Moldova) a fost un om politic moldovean, care a fost primul președinte al Republicii Moldova (1990–1997).

## Activitatea politică până în anul 1990
Mircea Snegur s-a născut la 17 ianuarie 1940, satul Trifănești, județul Soroca (actualmente în raionul Florești). În anul 1956 a absolvit Școala Medie din satul Frumușica (raionul Florești). Studiile superioare și le-a făcut la Institutul Agricol din Chișinău, pe care l-a absolvit în 1961. A făcut aspirantura la Catedra de fitotehnie a aceluiași Institut (1970-1972), obținând titlul științific de doctor în științe agricole. De specialitate este agronom-savant.
În anii 1961-1968 a lucrat în calitate de agronom și președinte de colhoz în satul Lunga (raionul Florești). Ulterior a deținut funcțiile de: director al Stației Experimentale pentru Culturile de Câmp (1968-1973), șef al Direcției principale știință agricolă a Ministerului Agriculturii (1973-1978), director general al Asociației Științifice de Producție “Selecția” și director al Institutului de Cercetări Științifice în Domeniul Culturilor de Câmp din orașul Bălți (1978-1981).
În perioada 1981-1985 este prim-secretar al Comitetului Raional Edineț al Partidului Comunist din RSS Moldovenească (PCM). Din anul 1985 și până în anul 1989 deține funcția de secretar al Comitetului Central al Partidului Comunist din RSS Moldovenească (PCM).
La 26 martie 1989 este ales deputat în Sovietul Suprem al URSS, a fost deputat în Sovietul Suprem al RSSM de legislaturile a XI-a și a XII-a, deputat în Parlamentul Republicii Moldova de legislatura a XIV-a.
La 29 iulie 1989, Mircea Snegur este ales ca Președinte al Prezidiului Sovietului Suprem al Republicii Socialiste Sovietice Moldovenești (RSSM), iar apoi la 27 aprilie 1990 ca Președinte al Sovietului Suprem al RSSM. În momentul critic din august 1989, a acceptat să susțină proiectul de lege care conferea limbii române dreptul de limbă oficială și revenirea la drapelul tricolor, fapt care i-a atras simpatia universală a moldovenilor.

## Primul președinte al Republicii Moldova
La 3 septembrie 1990, Mircea Snegur este numit președinte al RSS Moldova de către Sovietul Suprem al acestei republici. De la 3 septembrie 1990 deține funcția de Președinte al Republicii Moldova, până la 1 decembrie 1996, când a pierdut alegerile în fața lui Petru Lucinschi.
Fost activist al Partidului Comunist, Snegur a susținut proclamarea independenței Republicii Moldova și a acționat pentru recunoașterea noului stat de către Occident. La  27 august 1991, Parlamentul adoptă Declarația de Independentă prin care Rep. Moldova este proclamată „stat suveran, independent și democratic, liber să-și hotărască prezentul și viitorul, fără nici un amestec din afară, în conformitate cu idealurile și năzuințele sfinte ale poporului în spațiul istoric și etnic al devenirii sale naționale”.
Prin Declarația de Independență se solicită „Guvernului Uniunii Republicilor Sovietice Socialiste să înceapă negocieri cu Guvernul Republicii Moldova privind încetarea stării ilegale de ocupație a acesteia și să retragă trupele sovietice de pe teritoriul național al Republicii Moldova”. La data de 3 septembrie 1991, este creată Armata Națională a Republicii Moldova.
În alocuțiunea sa de la tribuna Parlamentului, Mircea Snegur afirmă:
„Farsa de la Kremlin din 2 august 1940 privind formarea R.S.S Moldovenești a fost cu desăvârșire lipsită de temeiuri juridice, constituind o sfidare impertinentă a voinței poporului. Epoca socialista a început pentru moldoveni cu răpiri de teritorii, foamete organizata, colectivizare forțată, iar minciuna, demagogia, duplicitatea au subminat valorile naționale. Au fost stimulate procesele asimilării, migrației dirijate, care urmăreau scopul schimbării structurii naționale si demografice de pe aceste pământuri… Proclamarea independentei a devenit un imperativ al întregii suflări naționale. A sosit timpul să facem dreptate și poporului nostru. Ca sa înțelegem mai profund avantajele proclamării independenței statale, este necesar să ne amintim de loviturile antinaționale la care am fost supuși ca popor în condițiile aflării permanente în sfera intereselor imperiale”.
Într-un interviu acordat agenției Info-Prim Neo cu prilejul aniversării a 15 ani de la proclamarea independenței, Mircea Snegur a declarat că independența Rep. Moldova a fost pregătită de clasa politică, de intelectualitatea și de întreg poporul cu mult înainte de puciul de la Moscova.
„Procesul de dobândire a independenței a pornit de la proclamarea limbii române drept limba de stat, în 1989, de la alegerile democratice din 1990 și de la declararea suveranității. Mai mult, Chișinăul era împotriva referendumului anunțat de Mihail Gorbaciov, în care cetățenii trebuiau să se pronunțe asupra păstrării Uniunii Sovietice. Am fost unica republică care a boicotat acest referendum, ceea ce însemna clar că noi nu doream să semnăm noul tratat unional, aproape identic cu cel din anul 1922”, afirmă Mircea Snegur.
Totuși, Mircea Snegur avea o poziție diferită de Frontul Popular Creștin-Democrat din Moldova, declarând că "Republica Moldova nu poate reuși ca patrie a unui singur neam, ci ca patrie a Moldovenilor Români, Ruși, Ucraineni, Găgăuzi, Bulgari ș. a., toți cetățeni egali în drepturi și toți deopotrivă Moldoveni, fie că aparțin limbii, istoriei și culturii poporului Român, Rus, Ucrainean, Găgăuz sau Bulgar". Această poziție l-a determinat să se declare potrivnic reunificării imediate cu România, și a dus la separarea sa de Frontul Popular în octombrie 1991 și la decizia sa de a candida ca independent în alegerile prezidențiale de la 8 decembrie 1991. Neavând oponenți, el a câștigat cu un procent de 98,17% din voturi, cu toate eforturile Frontului Popular de a boicota alegerile. De asemenea, alegerile au fost boicotate și de autoritățile separatiste din stânga Nistrului.
În decembrie 1991, președintele Mircea Snegur semnează actul prin care Republica Moldova devine stat membru (fondator) al Comunității Statelor Independente (CSI).
La 2 martie 1992 Republica Moldova devine membră cu drepturi depline al Organizației Națiunilor Unite (ONU) și aproape concomitent este atrasă în conflicte armate cu două regiuni separatiste ale ei - cea transnistreană și cea populată preponderent de găgăuzi. Conflictul militar din regiunea Transnistriei a luat proporții și a făcut numeroase victime, fiind stopat printr-o convenție semnată la 21 iulie 1992 de Mircea Snegur și președintele Rusiei, Boris Elțîn. Din păcate, cu toate eforturile autorităților moldovene, Transnistria și orașul Tighina continuă să se afle sub controlul autorităților separatiste de la Tiraspol. Unul dintre motivele acestei situații o constituie staționarea în regiunea transnistreană a Armatei a XIV-a ruse.
La alegerile parlamentare din februarie 1994, și la cele locale din aprilie 1995 Partidul Democrat Agrar din Moldova (PDAM), sprijinit de președintele Snegur, membru al acestei formațiuni, a obținut împreună cu aliații săi o victorie confortabilă.
Noua majoritate parlamentară a adoptat la 29 iunie 1994 o nouă Constituție. A schimbat imnul de stat și a acordat prin constituție autonomie teritorială pe principii etnice localităților cu populația majoritară găgăuză, din sudul Republicii Moldova.
La data de 26 iunie 1995 Republica Moldova este admisă ca membră cu drepturi depline în Consiliul Europei.
La 7 februarie 1996, Mircea Snegur și liderul separatist de la Tiraspol, Igor Smirnov au semnat Deciziă protocolară cu privire la soluționarea problemelor apărute în domeniul funcționării serviciilor vamale ale Republicii Moldova și Transnistriei. Ca urmare a semnării acestui document, regimul anticonstituțional și separatist, care s-a instaurat prin distrugerea structurilor de stat moldovene, a căpătat de la Republica Moldova dreptul de a utiliza propria ștampilă vamală cu inscripția: "Republica Moldova. Vama Tiraspol".
În ultimul an de mandat, Snegur a intrat în conflict cu conducerea Partidului Democrat Agrar din Moldova (PDAM). În aprilie 1995, președintele țării a venit cu o inițiativă legislativă privind denumirea limbii oficiale a statului (prin care se dorea revenirea la denumirea de ”limba română”) care a provocat o reacție ostilă din partea majorității parlamentare, fapt care avea să ducă la desolidarizarea lui Snegur de PDAM.
În august 1995 Mircea Snegur a fost ales președinte al Partidului Renașterii și Concilierii din Republica Moldova, care a fost înființat de către susținătorii săi. Cu această formațiune, dar și cu sprijinul unei largi alianțe a partidelor de opoziție, Mircea Snegur candidează la alegerile prezidențiale din 17 noiembrie 1996, avându-i ca principali contracandidați pe premierul Andrei Sangheli și pe președintele Parlamentului, Petru Lucinschi.
În primul tur de scrutin, desfășurat la 17 noiembrie 1996, Mircea Snegur se clasează pe primul loc cu 38,75% din voturi, urmat de către președintele Parlamentului, Petru Lucinschi cu 27,66% din voturi. Totuși, Lucinschi a câștigat cu 54,02% din voturi în turul al doilea al alegerilor prezidențiale din 1 decembrie 1996, în fața lui Mircea Snegur, beneficiind de susținerea forțelor de centru și de stânga.
La 15 ianuarie 1997, Mircea Snegur cedează oficial puterea noului președinte ales al Republicii Moldova, Petru Lucinschi.

## Activitatea politică ulterioară
Experimentul primului șef de stat, Mircea Snegur, de a înființa un partid politic puternic a fost soldat cu eșec. Partidul Renașterii și Concilierii, pe care l-a constituit Snegur, a intrat în zona partidelor neparlamentare, odată cu pierderea alegerilor prezidențiale și a pârghiilor administrative de influență asupra electoratului.
La alegerile parlamentare din 22 martie 1998, Partidul Renașterii și Concilierii din Moldova a participat în componența Blocului Electoral "Convenția Democrată din Moldova". La alegerile parlamentare de la 25 februarie 2001, Partidul Renașterii și Concilierii a obținut 5,79 % de voturi (91 894 de voturi) ceea ce nu i-a permis să depășească pragul electoral de 6 %.
În dorința de a crea o formațiune politică puternică, capabilă de a se opune cu succes Partidului Comuniștilor, Partidul Renașterii și Concilierii din Moldova (PCRM), Uniunea Social-Liberală "Forța Moldovei" (USLFM) și Partidul Național Țărănesc Creștin-Democrat (PNȚCD), au fuzionat la 24 martie 2002, creând Partidul Liberal. Din conducerea noului partid au făcut parte: Mircea Snegur - ca președinte de onoare, Valeriu Muravschi, Vlad Ciobanu, Mircea Rusu, Mihai Cimpoi și mai mult de 30 de deputați care în 1991 au votat Declarația de Independență a Republicii Moldova. Președinte al Partidului Liberal a fost ales la 27 octombrie 2002.
La 19 iulie 2003 prin fuziunea Alianței Social-Democrate din Moldova, Partidului Liberal (PL) și a Alianței Independenților din Republica Moldova (AIRM), s-a format Partidul Alianța "Moldova Noastră". În ziua constituirii sale, la PAMN a aderat Partidul Democrat-Popular din Moldova. Președinte al noului partid, a fost ales Serafim Urechean, pe atunci primarul general al municipiului Chișinău.
În cadrul alegerilor parlamentare din 6 martie 2005 a mers împreună cu Partidul Democrat din Moldova (PDM) al lui Dumitru Diacov și cu Partidul Social-Liberal (PSL) în cadrul Blocului "Moldova Democrată", obținând 23 mandate de deputat (dintr-un număr de 34 mandate obținute de întregul cartel electoral). Totuși, în octombrie 2006 doar 13 deputați mai rămâneau membri ai fracțiunii parlamentare a Alianței "Moldova Noastră".
Mircea Snegur a fost membru al președinte al Partidului Alianța "Moldova Noastră" (PAMN), dar nu a deținut funcții executive în cadrul partidului, nemaifiind nici membru al Parlamentului.

## Premii și distincții
Lui Mircea Snegur i-au fost conferite următoarele distincții de stat și titluri onorifice: Ordinul „Insigna de Onoare” (1966), Medalia „Pentru Vitejie în Muncă” (1976), „Ordinul Republicii” (2000) , Diploma Academiei Europene de Arte (1995), Diploma de Onoare și Medalia de Aur a Ordinului European de Merit (1995), Doctor Honoris Causa al Universității Agrare din Chișinău (1996), Doctor Honoris Causa al Universității din Ankara (1996), Doctor Honoris Causa al Universității Libere Internaționale din Moldova (2001).

## Viața personală
Mircea Snegur a fost căsătorit cu Georgeta Snegur și împreună au doi copii: un fiu pe nume Vitalie și o fiică, Natalia Gherman, o diplomată care din 2013 este Ministru al Afacerilor Externe și Integrării Europene și viceprim-ministru al Republicii Moldova și fostă ambasadoare a Moldovei în Austria, Suedia, Norvegia și Finlanda.

## Citate
„Pe parcursul anilor, când m–am aflat în fruntea clasei politice care conducea R. Moldova, consider că s–a făcut totul pentru apropierea de România în contextul deschiderii hotarelor, a simplificării trecerii acestor hotare, a creării întreprinderilor economice mixte (fusese create o mulțime!), a circulației de capital, a creării filialelor Băncii Comerciale Române etc. Cred că au fost create condiții necesare pentru unificare. Cei care doreau acest lucru, nu aveau nici un impediment în dezvoltarea relațiilor dintre România și R. Moldova, inclusiv și a celor spirituale, astfel ca noi să revenim în spațiul spiritual românesc: a neamului, istoriei, tradițiilor etc. Este puțin?

De ce nu s–a realizat Unirea? Este o întrebare extrem de complicată. Primul motiv obiectiv ar fi mentalitatea generației 1940 — 1991, educată în perioada colosului sovietic. Reorientarea acestor mentalități nu este posibilă într–un singur deceniu. Faptul că se mai discută că ar fi existat momentul oportun, însă nu am făcut–o, este o invenție. Nu au existat asemenea condiții. Dacă ar fi fost pusă problema unirii la momentul respectiv de către persoana la care m–am referit, dar și de alții, aceasta idee ar fi fost compromisă, deoarece ar fi fost susținută numai de 5%–7% din populația R. Moldova.”—Mirea Snegur
„Numele corect al limbii pe care o vorbim este româna, iar cei ce nu vor să înțeleagă – să consulte savanții, care știu mai multe despre etimologia și dezvoltarea limbii noastre.”—Mircea Snegur